# استراتژی ماشه
در نظریه بازی، استراتژی ماشه یکی از استراتژی‌های پرکاربرد در بازی‌های تکرارشونده است. بازیکنی که استراتژی ماشه را به کار می‌برد، در ابتدا همکاری می‌کند، اما به محض این که بازیکن دیگر استراتژی دیگری در پیش گرفت، بازیکنی که استراتژی ماشه را به کار بسته است، تا انتهای بازی روشی غیر از حالت اولیه در پیش می‌گیرد. از آن که کوچک‌ترین عدم همکاری از سوی بازیکن رقیب، موجب کنار گذاشتن همکاری تا ابد می‌شود، استراتژی ماشه بیشترین بی‌تفاوتی را برای بازیکنی که آن را در پیش گرفته، منعکس می‌سازد.

## دوراهی زندانی بی‌نهایت تکرارشونده
معمای دوراهی زندانی بی‌نهایت تکرارشونده، مثالی خوب برای بررسی استراتژی ماشه است. شکل استاندارد بازی برای دو بازیکن، به صورت جدول زیر است:
|                      | زندانی ۲ سکوت می‌کند                     | زندانی ۲ خیانت می‌کند                    |
| -------------------- | --------------------------------------- | --------------------------------------- |
| زندانی ۱ سکوت می‌کند  | هر کدام یک ماه زندانی                   | زندانی ۲ یک سال حبس زندانی ۱ آزاد می‌شود |
| زندانی ۱ خیانت می‌کند | زندانی ۲ آزاد می‌شود زندانی ۱ یک سال حبس | هر کدام ۳ ماه زندانی                    |

در این بازی، در هر مرحله دو انتخاب برای هر یک از دو بازیکن وجود دارد:
1. همکاری
2. تخطی برای یک منفعت فوری

اگر یک بازیکن تخطی کند، او در بقیه بازی تنبیه خواهد شد. در واقع، برای هر دو بازیکن بهتر است که همکاری کنند، تا این که یکی به دیگری خیانت کند؛ لذا انتخاب ترکیب استراتژی (سکوت، سکوت) نسبت به (خیانت، خیانت) برای هر دو بازیکن بهتر است. همچنین تنها تعادل نش بازی، ترکیب ترک همکاری و تنبیه یکدیگر است.
در استراتژی ماشه، یک بازیکن در دور اول و دورهای بعدی، همکاری می‌کند و این روند را تا زمانی که حریفش نسبت به توافقشان خیانت نکرده است، ادامه می‌دهد. هر گاه یکی از بازیکنان متوجه شود که حریفش به او خیانت کرده است، از مرحله بعد تا ابد او را تنبیه خواهد کرد.
به منظور محاسبه تعادل نش زیر بازی کامل برای استراتژی ماشه زیر که برای بازی در نظر گرفته شده، استراتژی {\displaystyle S^{*}}برای بازیکنان i و j به صورت زیر است:
- در پیش گرفتن سکوت، تا زمانی که هیچ‌کس در دوره‌های قبلی خیانت نکرده است.
- در صورت خیانت یک نفر در دوره قبل، در پیش گرفتن خیانت برای همیشه…

این استراتژی در صورتی که ضریب تنزیل {\displaystyle \delta \geq {\frac {1}{2}}}باشد، تعادل نش زیربازی کامل است. به عبارت دیگر، اگر ضریب تنزیل کمتر از نیم باشد، هیچ‌یک از دو بازیکن انگیزه ای برای خیانت و خروج از توافق ندارند.
برای اثبات این که این استراتژی تعادل نش زیربازی کامل است، نشان می‌دهیم که همکاری بهترین پاسخ به همکاری بازیکن دیگر است و ترک توافق نیز بهترین پاسخ به ترک توافق از سوی بازیکنِ حریف.
مرحله ۱: فرض می‌کنیم تاکنون خیانتی نشده است:
- آوردهٔ بازیکن i از همکاری برابر است با: {\displaystyle (1-\delta )[1+\delta +\delta ^{2}+...]=(1-\delta )\times {\frac {1}{1-\delta }}=1}
- آوردهٔ بازیکن i از خیانت برابر است با: {\displaystyle (1-\delta )[2+0+0+...]=2(1-\delta )}

در این حالت، همکاری تا زمانی که {\displaystyle 1\geq 2(1-\delta )} باشد بهتر از خیانت است. این نشان می‌دهد که اگر {\displaystyle \delta \geq {\frac {1}{2}}} باشد، همکاری بهینه پارتو است.
مرحله ۲: فرض کنید که تاکنون یک نفر خیانت کرده است. در این صورت:
- آوردهٔ بازیکن i از همکاری برابر است با: {\displaystyle (1-\delta )[-1+\delta \times 0+\delta ^{2}\times 0+...]=(1-\delta )\times -1=\delta -1}
- آوردهٔ بازیکن i از ترک توافق و خیانت برابر است با: {\displaystyle (1-\delta )[0+\delta \times 0+\delta ^{2}\times 0+...]=0}

در این حالت نیز به ازای مقادیر مختلف دلتا، خیانت بهترین پاسخ است.
استدلال اخیر نشان می‌دهد که اگر دلتا از نیم بزرگتر باشد، انگیزه ای برای تخطی از همکاری وجود ندارد.

## استراتژی ماشه در روابط بین‌الملل
در روابط بین‌الملل، یک کشور تحت استراتژی ماشه تنها در صورتی با کشور شریکش همکاری می‌کند که هیچگاه از سوی آن کشور استثمار نشده و آن کشور به توافق‌هایش پایبند بوده باشد. از آن که در صورت تخطی یک کشور از توافق، کشور دیگر تا ابد خلاف آن توافق را عمل خواهد کرد، استراتژی ماشه می‌تواند تبدیل به یک حالت محدودکننده شود، حالتی که همه اعضا در آن به شدیدترین شکل رفتار می‌کنند. قضیه عامیانه بیان می‌کند که اگر دو کشور صبور باشند، می‌توان به یک تعادل کامل دست یافت.

## مقایسه با سایر استراتژی‌ها
این به آن در و استراتژی ماشه، استراتژی‌هایی هستند که تا حدی به هم شبیه‌اند. در هر دو استراتژی در صورتی که بازیکن توان ترک توافقش را داشته باشد، در ابتدا از آن امتناع می‌کند. تفاوت در این است که استراتژی ماشه به شکل سختگیرانه ای شدیدترین تنبیه ممکن را برای بازیکنی که تخطی کرده است در نظر می‌گرد، اما این به آن در (tit-for-tat) سخاوتمندانه تر است.